# هناآباد سفلی (کلیبر)
هناآباد سفلی یکی از روستاهای استان آذربایجان شرقی است که در دهستان پیغان‌چایی بخش مرکزی شهرستان کلیبر واقع شده‌است.